# Torneo de Hangzhou
El Torneo de Hangzhou, oficialmente Hangzhou Open, es un torneo de tenis de la ATP que se realiza en Hangzhou, China. Se lleva a cabo desde 2024, y se juega sobre pistas duras al aire libre, siendo de categoría ATP Tour 250.

## Campeones

### Individual
| Año  | Campeón     | Finalista     | Resultado      |
| ---- | ----------- | ------------- | -------------- |
| 2024 | Marin Čilić | Zhizhen Zhang | 7-6(5), 7-6(5) |

### Dobles
| Año  | Campeones                                    | Finalistas                         | Resultado           |
| ---- | -------------------------------------------- | ---------------------------------- | ------------------- |
| 2024 | Jeevan Nedunchezhiyan Vijay Sundar Prashanth | Constantin Frantzen Hendrik Jebens | 4-6, 7-6(5), [10-7] |